# Awatere River (Marlborough)
Der Awatere River ist ein Fluss in der Region Marlborough auf der Südinsel von Neuseeland.

## Namensherkunft
In der Sprache der Māori bedeutet das Wort „awa“ „Fluss“ und das Wort „tere“ so viel wie „schnell, flink, zügig, rasch“ und könnte somit als „schneller Fluss“ als Name für den Awatere River übersetzt werden. Der Name könnte auch von „kawatiri“ abgeleitet sein. Ein älterer Name des Flusses war „Kaparatehau“, der mit der gleichnamigen Bezeichnung für das Land verbunden war.

## Geographie
Der Awatere River entspringt an der Nordseite eines 1725 m hohen Berges am südwestlichen Ende der Inland Kaikoura Range. Nach rund 7 km Flussverlauf in nördliche Richtung schwenkt der Awatere River in ein Tal ein, dass durch eine geologische Verwerfung, der Awatere Fault gebildet wurde. Dieser Verwerfung folgt der Fluss in nordöstlicher Richtung bis zu seiner Mündung am nördlichen Ende der Clifford Bay in die Cook Strait.
Auf seinem Weg tragen die Flüsse Kennet River, Castle River, Lee Brook, Pass Brook, Grey River, Penk River und Blairich River, Nina Brook linksseitig ihre Wässer zu und rechtsseitig tun dies die Flüsse Dane River, Weka Brook, Tone River, Winterton River, Hodder River, Cam River, McRae River, Jordan River, Medway River und Richmond Brook.

## Verkehr
Etwas nördlich von Seddon überquert der New Zealand State Highway 1 den Fluss. Bis zum Jahr 2007 befand sich dort eine doppelstöckige Brücke, auf der in der unteren Ebene einspurig der State Highway Platz fand und auf der oberen Ebene die Bahnstrecke des Coastal Pacific und des Bahngüterverkehrs den Fluss überqueren konnte. Nach dem Bau einer neuen Straßenbrücke parallel zur alten Brücke dient die alte Überführung nur noch als Brücke für den Zugverkehr.